# Hi-NRG
Hi-NRG, High Energy, är en genre inom elektronisk dansmusik. Hi-NRG hade sin storhetstid under första hälften och mitten av 1980-talet. 
Kännetecknande för Hi-NRG är dels ett högt tempo, 125-140 taktslag per minut, och att basgången ofta går i staccato och tar över hi-hatens roll i takten.

## Historia
Stilen kan spåras tillbaka till den elektroniska disco som Giorgio Moroder och Donna Summer utvecklade under andra halvan av 1970-talet i det så kallade München-soundet, med I Feel Love som mest kända låt. I en intervju angående den låten myntade sångerskan också uttrycket "high energy" om den nya snabbare varianten på dansmusik.
Stilen populariserades i Europa med låtar som High Energy med Evelyn Thomas (1984) och Searchin' (I Gotta Find a Man) med Hazell Dean (1983-1984). Den brittiska producenttrion Stock Aitken Waterman var tydligt influerade av Hi-NRG i sina tidiga produktioner. En av dessa, You Spin Me Round (Like a Record) med Dead or Alive kom att bli den mest kommersiellt framgångsrika låten i genren, den toppade flera europeiska topplistor under 1985.
Få svenska artister anammade stilen, men Paul Rein spelade under 1985-1986 in två Hi-NRG-låtar; Lady-O och Hold Back Your Love / Ge mig en chans.
Kring 1990 hade stilens popularitet falnat och ersatts av House och Eurodance på dansgolven..

## Nu-NRG
Hi-NRG fick ny uppmärksamhet i slutet av 1990-talet när den blandades med Trance under genrenamnet Nu-NRG

## Artister och grupper (urval)
- Earlene Bentley
- Martha Wash
- Laura Branigan
- Bronski Beat
- Dead or Alive
- Edyta
- Hazell Dean
- Sharon Redd
- Eastbound Expressway
- Laura Pallas
- Barbara Pennington
- RuPaul
- Scherrie Payne
- Evelyn Thomas
- The Flirts
- Taffy
- Tony De Vit
- Tapps